# 고트 전쟁 (535년~554년)

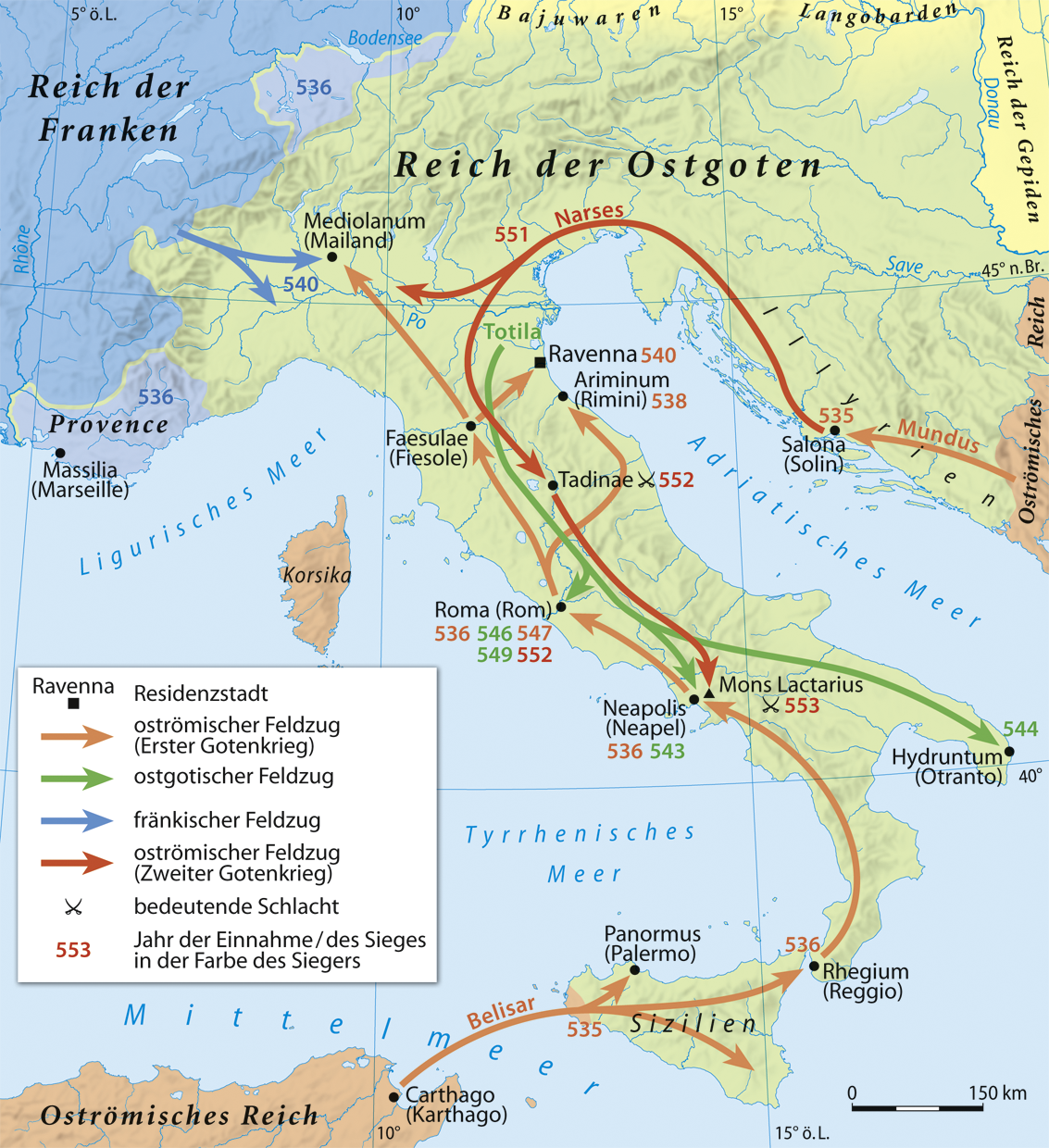

고트 전쟁은 535년부터 554년까지 약 20년간 동로마 황제 유스티니아누스 1세에 의해 이탈리아 반도, 달마티아에서 벌어진 동로마 제국과 동고트 왕국 간의 전쟁이다. 이 전쟁은 유스티니아누스 1세가 게르만족의 대이동으로 멸망한 서로마 제국 일대를 회복하려는 야망에서 비롯되었다.
전쟁은 동로마 제국이 반달 왕국을 멸망시켜 아프리카 속주를 탈환한 반달 전쟁 이후에 일어났다. 역사가들은 일반적으로 이 전쟁을 두 단계로 구분한다. 첫 번째 단계는 535년부터 동고트 왕국의 수도 라벤나가 함락된 540년까지로, 이에 따라 동로마 제국이 이탈리아를 수복하는 양상을 보였다. 두 번째 단계는 540년부터 553년까지 일어난 토틸라 주도 하의 고트족의 재발흥으로, 이는 동로마의 장군 나르세스의 오랜 대항 끝에 진압되었다. 나르세스는 또한 554년 프랑크족과 알레만니족의 침입을 격퇴하였다.
554년, 유스티니아누스 황제는 이탈리아에 새 정부의 수립을 규정하는 국사조칙을 반포했다. 이탈리아 북부의 몇몇 도시는 562년까지 동로마 제국에 저항했다. 전쟁이 끝날 무렵 이탈리아는 황폐화되었고 인구가 격감하였다. 이는 동로마 제국의 피로스의 승리로 여겨지는데, 실제로 동로마 제국은 568년 롬바르드족의 침략에 저항할 수 없었고 그 결과 동로마 제국은 이탈리아 반도에 대한 지배권을 점차적으로 상실하게 되었다.